# Mantra-yoga

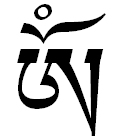
Ohm (Tibetaans)

Mantra-yoga is een yogastijl binnen yoga waarbij de herhaling van mantra's een belangrijk onderdeel vormen.
Een mantra is een gedicht, woord, een uitspraak, of een lettergreep die het midden houdt tussen een spreuk met magisch effect en een gebed. In sommige gevallen wordt hij herhaald en is hij bedoeld als een continue recitatie.
Het chanten, ofwel het hardop of in gedachten herhalen van mantra's in de vorm van een woord of een zin is een middel waarmee een yogi de staat van het bewustzijn wil veranderen. Een mantra is een lettergreep, woord of zin met een sacrale betekenis. Als de mantra ritmisch wordt gezongen, wordt het ook wel een japa genoemd..
In het hindoeïsme wordt Aum of Om (uitspraak: ōm) algemeen als de basismantra beschouwd. Het woord Ohm heeft echter een veel diepgaandere betekenis. Het is niet alleen de betekenis van het woord dat hierbij van belang is. Men gelooft dat de trilling van deze klank een verheffende werking op de trilling van het lichaam heeft, waardoor een hoger bewustzijn bereikt wordt.